# Скопенко, Степан Фёдорович
Степан Фёдорович Скопенко (21 августа 1922 — 18 февраля 2011) — советский и украинский юрист, участник Великой Отечественной войны. Начиная с 1942 года (и до 1987) работал в следственных органах прокуратуры. В 1966 году он стал заместителем, а в 1983 году — первым заместителем прокурора Украинской ССР. В 2000 году начал преподавать в Академии прокуратуры Украины. Государственный советник юстиции 2-го класса и Заслуженный юрист Украинской ССР.

## Биография
Родился 21 августа 1922 года в селе Струговка Черниговской области.
В 1938 году окончил среднюю школу и поступил в Криворожский педагогический институт.
В августе 1941 года ушёл на фронт, получил тяжёлое ранение.
После реабилитации окончил курсы прокурорско-следственных работников. Свою трудовую деятельность на этом поприще начинал народным следователем, закончил первым заместителем прокурора Украинской ССР. В его послужном списке много раскрытых преступлений, которые получили широкую огласку. Был руководителем следственной бригады, работавшей в Ворошиловградской области по нашумевшему делу ворошиловградской «Зари». Как пишет о Скопенко В. Калиниченко, тот часто попадал «в сложнейшие ситуации, связанные с привлечением высокопоставленных руководителей».
Умер 18 февраля 2011 года. Похоронен в Киеве на Байковом кладбище (участок № 33).